# Parafia św. Andrzeja Boboli w Babinie
Parafia św. Andrzeja Boboli w Babinie – parafia rzymskokatolicka z siedzibą w Babinie, znajdująca się w archidiecezji lubelskiej, w dekanacie Bełżyce.
Do parafii należą wierni z miejscowości: Babin, Radawczyk i Wymysłówka.